# Umbrella
Umbrella Corporation (с англ. — «зонт», транслит. Амбрелла, Умбрелла) — вымышленная транснациональная корпорация, фигурирующая в компьютерных играх Resident Evil, в одноимённой серии фильмов и в одноименном телесериале.
Основанная 22 октября 1968 года, корпорация является одним из крупнейших фармацевтических конгломератов, базирующихся в Европе. Umbrella официально разработала и внедрила широкий спектр лекарственных средств, косметических продуктов и других производных, таких как продукты питания. Кроме того, корпорация ведёт разработки в области биологического оружия и успешно продаёт его террористическим организациям, что является её основным источником доходов.
Логотип корпорации состоит из восьмиугольника, разделённого на 8 сегментов красного и белого цветов, стилистически напоминая раскрытый зонт. Также совокупность красных сегментов представляет собой большой красный крест, подобие символа рыцарского ордена тамплиеров. Название компании непосредственно связано с девизом: «Будущее человечества в безопасности под нашим зонтом» (англ. Humanity's future is safe under our umbrella), позднее «Наш бизнес — это сама жизнь» (англ. Our business is life itself).
Umbrella владеет несколькими хорошо защищёнными и замаскированными базами, кораблями, космическими спутниками и имеет собственную армию.

## Секретная разработка

### T-вирус
Основателями корпорации являются Озвелл И. Спенсер, Эдвард Эшфорд (англ. Edward Ashford) и Джеймс Маркус. В 1966 году они изучают некое растение, произрастающее только в определённой местности в Африке, и в результате экспериментов получают первый опытный образец вируса «Прародитель».
Его испытывают в секретной лаборатории, находящейся под особняком корпорации Umbrella в Арклейских горах, близ города Раккун. Первой подопытной стала Лиза Тревор, дочь главного архитектора особняка Джорджа Тревора. Но вирус «Прародитель» не давал необходимых результатов. В 1978 году Джеймс Маркус успешно скрещивает ДНК пиявки с вирусом «Прародитель» и получает первый образец T-вируса. По своим свойствам T-вирус влияет на регенерацию клеток живых организмов. Но обратной стороной вируса, его побочными эффектами были понижение уровня мозговой деятельности, замедление реакций, разложение тканей, повышение агрессивности и каннибализм. Новый вирус был успешно испытан и стал для корпорации надеждой в доминировании на международном рынке фармацевтических компаний. Попавшие под влияние вируса люди становились одержимыми — зомби. Данный вид биологического оружия впервые был испытан в 1998 году путём заражения всего персонала в особняке.
Для тестирования эффективности созданного с помощью вируса монстра — Тирана — корпорация Umbrella посылает своего агента Альберта Вескера в полицейский департамент города Раккун-сити, откуда под его лидерством специальный отряд S.T.A.R.S. направляется к месту расположения лаборатории. Членам отряда ничего не было известно о деятельности корпорации Umbrella, они занимались расследованием причины многочисленных исчезновений людей в этой области. Таким образом, корпорация получила возможность испытать свои творения на отряде хорошо подготовленных и экипированных бойцов. Несмотря ни на что, нескольким членам отряда S.T.A.R.S. удалось выжить и выбраться из этого района, однако ожившие мертвецы начали догонять и пожирать их, уничтожив лабораторию.
Последним известным инцидентом с использованием T-вируса является заражение судна корпорации Umbrella в 2002 году.

#### Игровые фильмы
Корпорация Umbrella в серии художественных фильмов выступает в качестве главного антагониста. По сюжету, корпорация являлась одним из крупнейших в мире фармацевтических конгломератов. Профессор Джеймс Маркус, основатель корпорации Umbrella, чтобы спасти свою дочь Алисию от неизлечимой и редкой болезни под названием — прогерия, вызывавшей преждевременное старение (к 20 годам она была бы стара как в 90 лет), создал T-вирус, который был способен восстанавливать повреждённые клетки организма и должен был излечить его дочь от болезни, а также спасти человечество от множества других инфекций и болезней. Маркус решил максимально точно сохранить образ Алисии. Он создал цифровую копию девочки, записав её внешний облик и голос в компьютерную базу данных корпорации. Вирус излечил Алисию от прогерии, но имел побочный эффект. Вирус оказался крайне опасен, так как превращал людей в зомби. Первый инцидент с T-вирусом корпорации удалось скрыть. Маркус, опасаясь за здоровье дочери и предвидя вероятную катастрофу, удалил вирус из организма Алисии, из-за чего прогерия к ней вернулась, а также свернул все исследования Т-вируса. Об изобретении Маркуса узнал его деловой партнёр и совладелец корпорации Umbrella доктор Александр Роланд Айзекс, который увидел в T-вирусе огромный потенциал. Однако Маркус отказался продолжать разработку вируса. Айзекс, предвидя такой исход, ранее вступил в сговор с сотрудником корпорации Альбертом Вескером. Вескер убил Маркуса. Айзекс удочерил Алисию, чем присвоил правление и её долю в компании себе. Чтобы контролировать уже обширные интересы корпорации Umbrella, доктор Айзекс создал могущественный искусственный интеллект, который стал ядром корпоративной системы Umbrella. При разработке графического интерфейса Айзекс использовал цифровую копию Алисии Маркус. Он назвал компьютер — Красная королева. Доктор Айзекс решил использовать T-вирус по своему. По мнению Айзекса, из-за деятельности людей, войн, голода, болезней, перенаселения, планету неизбежно ждёт гибель. И по этой причине он предложил высшему руководству Umbrella очистить Землю от людей с помощью T-вируса, путём создания контролируемого апокалипсиса, а высшее руководство Umbrella спасти с помощью криогеники, поместив их в криокапсулы и, наподобие библейского Ноева ковчега, разместив их на нижнем уровне одной из подземных баз корпорации Umbrella — базы Улей, расположенной под городом Раккун-Сити.
В результате преднамеренной биологической катастрофы человечество начало гибнуть, и через несколько лет оно практически вымерло, а мир за пределами подземных лабораторий и баз корпорации Umbrella превратился в кишащий зомби и другими чудовищами и мутантами ад. В условиях зомби-апокалипсиса корпорация Umbrella смогла добиться полной власти в мире. Гегемонии корпорации противостоит её бывший сотрудник — Элис. Она является одним из множества генномодифицированных клонов Алисии Маркус и биооружием, созданным корпорацией Umbrella. T-вирус, уничтоживший практически всё население планеты, изменил девушку, наградив её сверхчеловеческими способностями. На протяжении всей серии фильмов героиня сражается не только с корпорацией Umbrella, но и с полчищами зомби и мутантов, которых раз за разом использует корпорация Umbrella для уничтожения остатков человечества.

#### Телесериал
Основная статья: Обитель зла (телесериал)

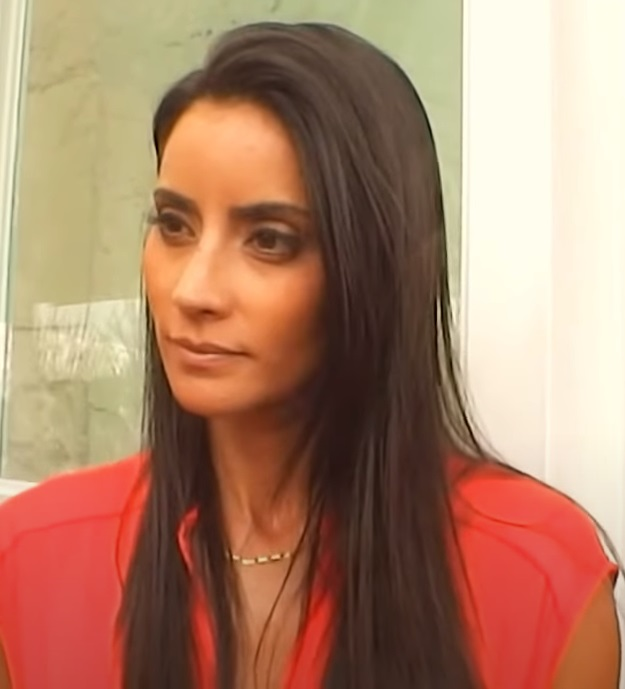
Исполнительница роли главы корпорации Umbrella Эвелин Маркус в телесериале «Обитель зла» Паола Нуньес Ривас

Корпорация Umbrella в телесериале «Обитель зла» (2022) выступает в качестве главного антагониста. В Раккун-Сити происходит инцидент. Созданный учеными Umbrella для американской армии Т-вирус вышел из-под контроля, началась эпидемия данного вируса и город был уничтожен ядерным оружием для того, чтобы остановить распространение вируса. Правительство Соединенных Штатов Америки и корпорация Umbrella скрыли это от общественности, в официальной версии утверждалось, что город взорвался из-за утечки газа. В 2022 году Umbrella работает в области фармакологии. В период событий сериала корпорацию возглавляет Эвелин Маркус (дочь основателя Umbrella Джеймса Маркуса). Новый инцидент произошел в мексиканском городе Тихуане, где сотрудник Umbrella был укушен подопытной крысой, заразился Т-вирусом и стал зомби. В итоге в данном городе началось распространение вируса, которое удалось остановить, применив оружие. В Южно-Африканской Республике Umbrella создает город Нью-Раккун-Сити (отстроив полуразрушенный город). Клон оригинального Альберта Вескера, погибшего в вулкане, Ал берет себе имя и фамилию оригинала и работает на корпорацию Umbrella с одобрения Эвелин Маркус. Новый Альберт Вескер разработал лекарство «Радость», которое содержит Т-вирус. Глава корпорации Umbrella Эвелин Маркус и другие влиятельные люди в корпорации требуют скорее подготовить данный препарат к продаже, Вескер хочет устранить побочные эффекты от этого лекарства, но ему дают сжатые сроки и не желают их увеличивать. Эвелин Маркус также рассчитывает на то, что при помощи «Радости» можно будет влиять на поведение людей. Она демонстрирует возможность влиять на поведение животных: собака, получившая изменённый вирус, перестала агрессивно реагировать на кошку после того, как ей показали логотип Umbrella. Эвелин рассчитывает, что человеком, принявшим лекарство «Радость», также можно будет манипулировать. В Нью-Раккун-Сити дочери Альберта Вескера Билли и Джейд проникают в лабораторию Umbrella с целью найти доказательства проведения данной корпорацией опытов на животных. Это заканчивается тем, что Билли кусает собака, на которой её отец тестировал лекарство «Радость», и девочка заражается Т-вирусом. Однако её ДНК было изменено Альбертом Вескером, это усилило её организм. Поэтому Т-вирус не превратил её в зомби. Вместе с тем, Билли испытывала ухудшение своего состояния и вспышки агрессии до окончания 3-дневного срока (после которого зараженные превращаются в зомби), а после истечения этого срока у неё сохранились вспышки агрессии и галлюцинации, а также она была способна заразить Т-вирусом через укус. Противостояние Альберта Вескера и Эвелин Маркус закончилось тем, что первый организовал взрыв в лаборатории, после которого погиб. Это дало возможность подопытному человеку вырваться на свободу из разрушенной лаборатории Umbrella. В 2022 году происходит эпидемия Т-вируса и начинается зомби-апокалипсис. В 2036 году людей осталось 300 миллионов, а зомби составляют 6 миллиардов. Помимо зомби на планете обитают также гигантские насекомые и животные, а также монстры-лизуны. Люди контролируют некоторые территории (например, Брайтон, Папскую область, Осло, Кале и т. д.). Umbrella подчиняет себе некоторые территории, где живут люди (например, город Дувр), а в некоторых таких зонах Umbrella уничтожает людей (например, город Брайтон). Билли Вескер смогла получить контроль над разумом Эвелин Маркус, что позволило ей отчасти начать управлять корпорацией Umbrella через Эвелин. В 2036 году она стала искать сестру Джейд для того, чтобы сделать её кровь лекарством для себя (по аналогии с тем, как Альберт Вескер сделал кровь дочерей лекарством для себя).

### G-вирус

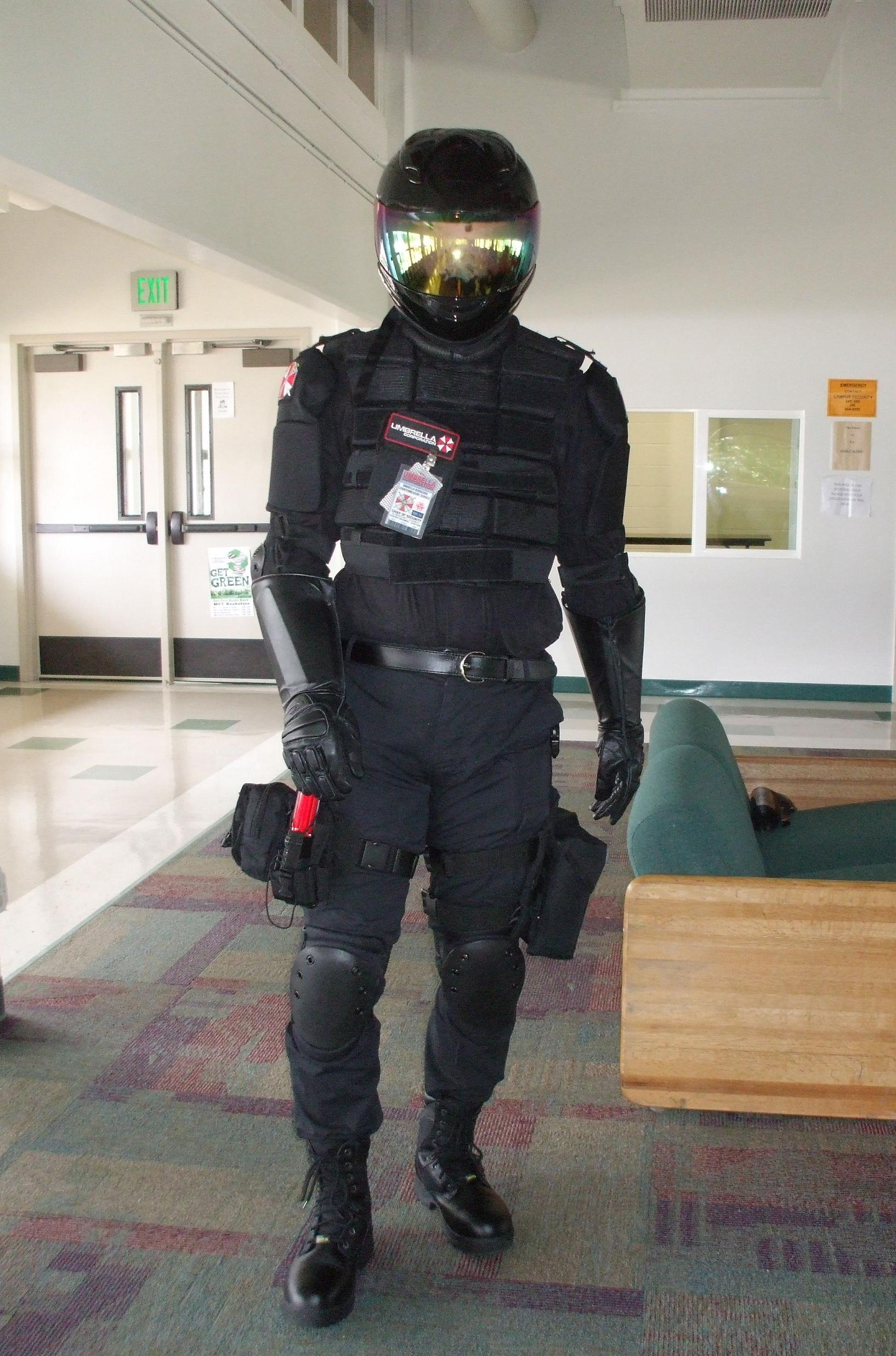
Охранник «Амбреллы» с символикой компании. Косплей персонажа фильма «Обитель зла 2: Апокалипсис».

Корпорация Umbrella располагала ещё одной секретной лабораторией, расположенной прямо под городом Раккун, которую возглавлял учёный Уильям Биркин (англ. William Birkin), под руководством которого была создана модификация T-вируса, получившая название G-вирус. Главное отличие новой разработки заключалось в эволюционировании существа в новый вид, способный размножаться самостоятельно. Отсюда буква «G» в названии (от англ. God — Господь). Для размножения существу требовался организм, связанный с носителем G-вируса прямыми родственными узами (дети, родители, родные братья/сёстры). В случае отсутствия родственных уз между носителем G-вируса и оплодотворяемого в организме второго развивалось абсолютно новое живое существо, которое впоследствии вырывается из организма носителя и развивается самостоятельно. Оплодотворение производится посредством прямого внедрения эмбриона от G-мутанта внутрь жертвы через рот. В случае контакта с малым количеством G-вируса, эффект схож с действием T-вируса — жертва превращается в зомби, в результате регенеративной деятельности вируса в организме. Чем большее количество вируса воздействует на организм, тем более сильным мутациям он подвергается. Через укус или царапины G-вирус (ровно как T-вирус и многие другие мутагены во вселенной Resident Evil) не передаётся.
Впоследствии Уильям Биркин был атакован и тяжело ранен оперативниками Umbrella, пытавшимися изъять опытный образец вируса. Чтобы предотвратить свою смерть, он сделал инъекцию G-вируса и стал бесконтрольно мутировать под его воздействием. Пустившись в погоню за уходящими через канализацию солдатами, он растоптал их, а заодно и захваченный ими опытный образец вируса. В результате вирус был разнесён крысами по канализационным коллекторам, и в городе началось массовое заражение людей.
В итоге президентом США было принято решение уничтожить город Раккун тактическим ядерным взрывом, чтобы скрыть последствия катастрофы в городе и причастность правительства к разработкам биологического оружия.

### T-Вероника
Создан на базе T-вируса Александром Эшфордом (англ. Alexandr Ashford) в 1970-х годах и доработан впоследствии его дочерью Алексией. Известные люди, заражённые данным вирусом — Александр Эшфорд (англ. Alexandr Ashford), Стив Бернсайд (англ. Steve Burnside) и Алексия Эшфорд (англ. Alexia Ashford). Этот вирус кардинально отличается от T-вируса, и является по схожести ближе к вирусу G. Вирус действует так, чтобы каждый индивид получил свои уникальные изменения в организме, таким образом все жертвы T-Вероники будут сугубо индивидуальны, но если ввести вирус без предварительных опытов, то в конечном счете подопытный просто потеряет разум и станет чем-то похожим на жертв вируса G. Алексия Эшфорд (англ. Alexia Ashford) — дочь Александра, которая доработала вирус при использовании ДНК муравьёв. Также она обнаружила, что вирус должен пробыть в теле носителя 15 лет, при пониженной температуре путём инкубации. При соблюдении этого условия человек, подвергшийся воздействию T-Вероники, не утрачивает разум, память и контролирует свои действия. Мутация становится подвластна инфицированному.
При всех своих положительных и отрицательных свойствах T-Вероника является лучшим образцом биологического оружия в силу возможности контроля зараженным вируса.

### Дальнейшая судьба: Уроборос, C-вирус, K-вирус
После инцидента в Раккун-сити компания Umbrella находилась на грани разорения. Её акции упали в цене, и приблизительно к 1999 году она обанкротилась.
Однако не все из бывших ведущих сотрудников смирились с положением вещей. Альберт Вескер, ранее воспользовавшийся какой-то из существовавших разработок в области мутаций, чтобы улучшить свою выносливость, был всё ещё жив и практически неуязвим. Вескеру удалось заполучить все модификации T-вируса, созданные Umbrella, с намерением восстановить корпорацию.
Для осуществления своей идеи он намеревался разработать новый вид вируса под кодовым названием «Уроборос» (англ. Uroboros), основанный на ранней модификации T-вируса, так называемом вирусе «Прародитель», и паразитических микроорганизмах Лас-Плагас, способных проникать в организм жертвы и подчинять её. В отличие от Лас-Плагас, «Уроборос» попадал в организм через рот, заражённые вытаскивали из своих ртов «улучшенную версию» паразита Лас-Плагас и клали в рот жертвы. Заражённые почти не изменялись физически, имели те же возможности, что и здоровые (могли использовать огнестрельное оружие), и имели возможность отличать хозяев от врагов.
Однако этот план реализовать не удалось из-за вмешательства двух агентов международной организации BSAA, борющейся с биотерроризмом. Старый знакомый Вескера, Крис Редфилд, совместно со своей напарницей Шевой Аломар уничтожил опытные образцы «Уробороса» на одной из засекреченных баз в Африке и наконец убил Вескера.
В середине 2012 года в Польше были зафиксированы новые вспышки ранее неизвестного C-вируса. Благодаря Крису Редфилду и его напарнику Пирсу Нивенсу (англ. Pierce Nivense) удаётся установить ответственных за инцидент. Ими стала организация Нео-Амбрелла (англ. Neo-Umbrella) во главе с Карлой Радамес (англ. Carla Radames) — двойником Ады Вонг, созданном с помощью вируса. Нео-Амбрелла создала несколько разновидностей вируса. Первая стандартная версия C-вируса, при которой заражённые не изменялись психически, могли перетерпеть физические изменения, имели те же возможности, что и здоровые. Стандартная версия была исключительно жидкой формы, как видно в игре, заражённые сами вкалывали себе вирус.
Вирус-К был первым гибридом из вирусов. Заражение могли также передаваться через укусы, заражённые люди превращаются в зомби, которые при этом имеют большую устойчивость к пулям, становятся более быстрыми и умными, у них увеличивается реакция.

## Влияние
В 2007 году журнал Forbes поставил компанию на 14-е место в списке богатейших вымышленных компаний, оценив её в 22,6 миллиарда долларов.
На волне популярности игры в конце 2008 года компания ThinkGeek выпустила в продажу зонты под названием Umbrella Umbrella, выполненные в виде логотипа корпорации Umbrella.
В начале 2009 года обозреватель сайта Joystiq Александр Сливински отметил сходство дизайна упаковки крема Derma-full, представленного компанией Avon как косметическое средство по уходу за кожей лица, предотвращающее старение клеток, с контейнером T-вируса, который в фильме «Обитель зла» выпускался корпорацией Umbrella под маркой Regenerate и изначально также задумывался как крем для омоложения кожи.
В том же году веб-сайт GameSpot опубликовал первоапрельскую статью, повествующую о том, как якобы основатель Umbrella Озвелл Спенсер дабы спасти компанию обратился к правительству США с просьбой выделить 100 миллиардов долларов.